# 장윤화
장윤화(張允和, 1367년 6월 1일 ~ 1422년 5월 6일)는 고려 말 조선 초의 문신이다. 본관은 흥덕(興德).

## 생애
전라도 흥덕현 출신이다. 별장으로서 1388년(고려 우왕 14) 정도전(鄭道傳)·권근(權近)이 지공거를 맡은 문과에 급제하였다.
1398년(조선 태조 7년) 감승(監丞)으로 있으면서 순군(巡軍)에 갇혔다가 풀려 나왔으나 소유했던 전민(田民)을 속공(屬公)당하였다.
1413년(태종 13) 강원도·영길도(永吉道)의 경차관(敬差官)으로 나가 민간에 쌓인 폐단을 교정하였다.
1418년 사헌부집의(司憲府執義) 때 잘못이 없는 안성군수 권상온(權尙溫)을 탄핵하고 취조한 일로 파직되고 의금부에 하옥되어 고신(告身)을 박탈당하였으나 곧 직첩이 환급되었다. 세종이 즉위하고 태종이 상왕으로 있을 때 의금부진무로 있으면서 일을 민첩하게 잘 처리해 태종의 두터운 신임을 받았다. 친척인 박은(朴訔)이 여러 차례 천거해 판전사(判典祀)에 임명되었고, 얼마 뒤 판예빈시사(判禮賓寺事)로 옮겼으며, 상왕 태종이 관장하던 병조의 지병조사(知兵曹事)를 겸하였다. 이어 병조참의로 승진하여 상왕의 교지를 누설시켰으나 상왕의 배려로 무사할 수 있었다.
1419년(세종 1) 이조참의를 거쳐 1420년 전라도관찰사에 임명되었다.
1421년 전라도수군처치사(全羅道水軍處置事) 박초(朴礎)와 영암군수 박희중(朴熙中)이 50여 조목에 이르는 자신의 비리를 폭로하자 박은 등 권세가에게 뇌물을 바치며 구명운동을 하는 한편, 증거 인멸을 위해 감영의 창고를 불태워버리기도 하였다. 이로 인해 파직되고 1422년 부여(扶餘)에 귀양가 있던 중 죽었다.
세종실록의 장윤화 졸기에 다음과 같이 적고 있다.
사무에 민첩하였으나, 재물을 탐내고 시기심이 많고, 마음이 험하였다. 일찍이 서천(舒川)·순천(順天)·남원(南原) 등지의 수령이 되어 관청 물건을 도용하고, 전라도 관찰사가 되어서는 백성으로부터 터무니없는 세금을 받아들여 권문 세가에 뇌물을 바치고, 자기 수중에 넣는 것도 많았다. 그 형적을 없애기 위하여 고의로 감영 창고에 불을 질러 백성의 원망을 듣게 되었다.